# 1808 na ciência

## Eventos
- Isolamento do elemento químico Magnésio,[1] Bário,[2] Estrôncio,[3] Cálcio[4] e Boro[5]
- Joseph Louis Gay-Lussac coleta e descobre várias propriedades químicas e físicas do gás e de outros gases, incluindo provas experimentais da Lei de Charles e Boyle e a relação entre a densidade e a composição de gases.[6]
- John Dalton publica New System of Chemical Philosophy, que contém a primeira definição científica moderna da teoria atômica e uma clara descriçã oda Lei das proporções múltiplas.[7]
- Jöns Jakob Berzelius publica Lärbok i Kemien em que propõe a notação e símbolo químico moderno, e o conceito da massa atômica relativa.[8]

## Nascimentos
| Data            | Nome                                | Profissão                        | Nacionalidade                         | Observações                    | Ref   |
| --------------- | ----------------------------------- | -------------------------------- | ------------------------------------- | ------------------------------ | ----- |
| 29 de fevereiro | Hugh Falconer                       | paleontólogo, geólogo e botânico | Reino Unido                           | m. 1865 Medalha Wollaston 1837 | [ 9 ] |
| 17 de março     | Robert Alfred Cloynes Godwin-Austen | geólogo                          | Reino Unido da Grã-Bretanha e Irlanda | m. 1884 Medalha Wollaston 1862 | [ 9 ] |

## Mortes
| Data | Nome | Profissão | Nacionalidade | Observações | Ref |
| ---- | ---- | --------- | ------------- | ----------- | --- |

## Prémios
Medalha Copley
- William Henry[10]